# Woodiphorides fimbriatus
Woodiphorides fimbriatus är en tvåvingeart som beskrevs av Rudolf Beyer 1961. Woodiphorides fimbriatus ingår i släktet Woodiphorides och familjen puckelflugor. Inga underarter finns listade i Catalogue of Life.